# Décès en janvier 2014

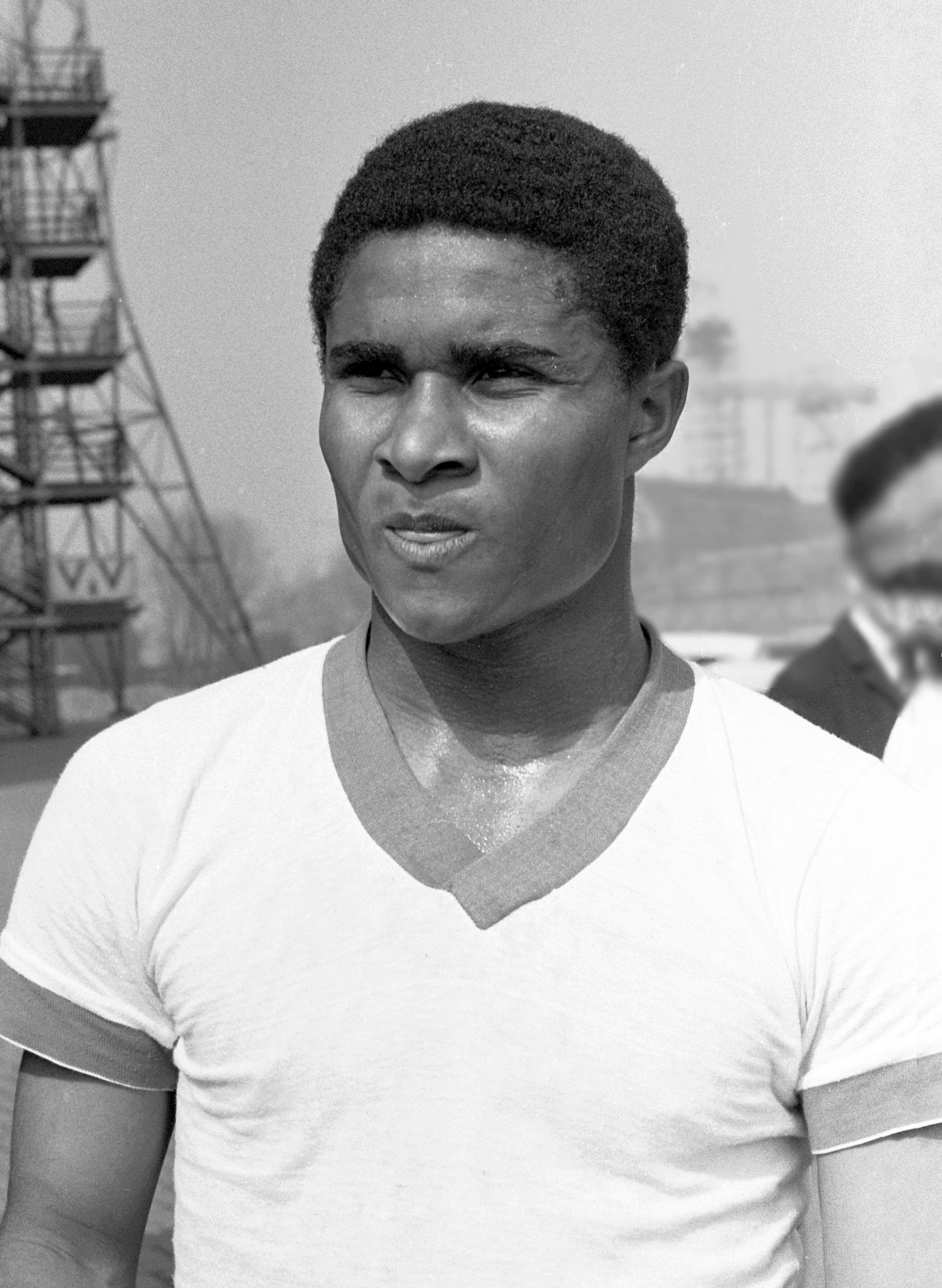
Eusebio, footballeur portugais mort en janvier 2014.

Décès
- 2010
- 2011
- 2012
- 2013
- 2014
- 2015
- 2016
- 2017
- 2018

Pour une information complémentaire, voir la page d'aide.

| Date        | Nom                          | Activités | Âge      | Source           |
| ----------- | ---------------------------- | --- | -------- | ---------------- |
| 1er janvier | Jamal al-Jamal               | Diplomate palestinien, ambassadeur en République tchèque (2013-2014).                                                    | 56       | [réf. souhaitée] |
| 1er janvier | Traian T. Coșovei            | Poète roumain. | 59       | (ro)             |
| 1er janvier | Herman Pieter de Boer        | Écrivain, journaliste et parolier néerlandais.                                                                           | 85       | (nl)             |
| 1er janvier | Pete DeCoursey (en)          | Journaliste américain.                                                                                                   | 52       | (en)             |
| 1er janvier | Michael Glennon              | Prêtre catholique et criminel australien.                                                                                | 69       | (en)             |
| 1er janvier | Milan Horvat                 | Chef d'orchestre croate.                                                                                                 | 95       | (hr)             |
| 1er janvier | Patrick Karegeya             | Chef du renseignement militaire rwandais devenu opposant politique.                                                      | 53       |                  |
| 1er janvier | Higashifushimi Kunihide      | Moine bouddhiste japonais et oncle de l'empereur Akihito.                                                                | 103      | (ja)             |
| 1er janvier | William Mgimwa               | Homme politique tanzanien.                                                                                               | 64       | (en)             |
| 1er janvier | Juanita Moore                | Actrice américaine. | 99       |                  |
| 1er janvier | Jaffar Namdar                | Arbitre iranien de football.                                                                                             | 79       | (en)             |
| 1er janvier | Susanna Pechuro (ru)         | Dissidente russe anti-stalinienne, membre de la Memorial Society.                                                        | 81       | (ru)             |
| 1er janvier | Igor Popov                   | Architecte, directeur artistique du théâtre russe « L'école d'art dramatique (ru) » (1987-2013).                         | 77       | (ru)             |
| 1er janvier | Josep Seguer                 | Footballeur et entraîneur espagnol.                                                                                      | 90       |                  |
| 2 janvier   | Benigno Aspuru               | Coureur cycliste espagnol                                                                                                | 83       |                  |
| 2 janvier   | Jean-François Bauret         | Photographe français. | 81       |                  |
| 2 janvier   | Jeanne Brabants              | Chorégraphe, danseuse et professeure belge.                                                                              | 93       | (en)             |
| 2 janvier   | Elizabeth Jane Howard        | Romancière britannique.                                                                                                  | 90       | (en)             |
| 2 janvier   | R. Crosby Kemper Junior (en) | Banquier et philanthrope américain.                                                                                      | 86       | (en)             |
| 2 janvier   | Thomas Kurzhals              | Compositeur et musicien allemand.                                                                                        | 60       | (de)             |
| 2 janvier   | Franciszek Malinowski (en)   | Chercheur et journaliste polonais.                                                                                       | 82       | (pl)             |
| 2 janvier   | Yōko Mitsui                  | Poète japonais. | 78       | (ja)             |
| 2 janvier   | Mamadou Ndala                | Militaire congolais. | 35       |                  |
| 3 janvier   | Sylvia Bassot                | Femme politique française.                                                                                               | 73       |                  |
| 3 janvier   | Robert Diligent              | Journaliste français. | 89       |                  |
| 3 janvier   | Phil Everly                  | Chanteur et guitariste américain (du duo The Everly Brothers).                                                           | 74       |                  |
| 3 janvier   | George Goodman (en)          | Auteur et commentateur américain d'économie.                                                                             | 83       | (en)             |
| 3 janvier   | László Helyey                | Acteur hongrois. | 65       | (hu)             |
| 3 janvier   | Alicia Rhett                 | Actrice américaine. | 98       |                  |
| 3 janvier   | Saul Zaentz                  | Producteur américain. | 92       |                  |
| 4 janvier   | Eva Ganizate                 | Soprano française. | 28       |                  |
| 4 janvier   | Jean Métellus                | Poète et linguiste haïtien.                                                                                              | 76       |                  |
| 4 janvier   | Jacob Yakouba                | Peintre sénégalais. | 66 ou 67 |                  |
| 5 janvier   | M'hamed Benguettaf           | Dramaturge et comédien algérien.                                                                                         | 75       |                  |
| 5 janvier   | Théo Cazenave                | Rugbyman français. | 94       |                  |
| 5 janvier   | Philippe d'Araucanie         | Prétendant français au trône d'Araucanie et de Patagonie.                                                                | 86       |                  |
| 5 janvier   | Eusébio                      | Footballeur portugais.                                                                                                   | 71       |                  |
| 5 janvier   | Brian Hart                   | Ingénieur britannique (Moteurs Hart de Formule 1).                                                                       | 77       |                  |
| 5 janvier   | Annamária Kinde              | Journaliste et poète hongroise.                                                                                          | 57       | (hu)             |
| 5 janvier   | János Kristófi               | Artiste peintre hongrois.                                                                                                | 88       | (hu)             |
| 5 janvier   | Carmen Zapata                | Actrice américaine. | 86       |                  |
| 5 janvier   | Mustapha Zitouni             | Footballeur franco-algérien.                                                                                             | 85       |                  |
| 6 janvier   | Guy Couach                   | Entrepreneur français.                                                                                                   | 88       |                  |
| 6 janvier   | Marina Ginestà               | Reporter, traductrice et militante antifasciste française.                                                               | 94       | (es)             |
| 6 janvier   | Larry D. Mann                | Acteur canadien. | 91       | (en)             |
| 6 janvier   | Luc Romann                   | Auteur-compositeur-interprète français.                                                                                  | 76       |                  |
| 6 janvier   | Julian Rotter                | Psychologue américain.                                                                                                   | 97       |                  |
| 6 janvier   | Mónica Spear                 | Actrice vénézuélienne (Miss Venezuela 2004).                                                                             | 29       | (en)             |
| 6 janvier   | Don Ward                     | Joueur de hockey sur glace canadien                                                                                      | 78       | (en)             |
| 7 janvier   | Ivan Ladislav Galeta         | Réalisateur croate de films expérimentaux.                                                                               | 66       | (hr)             |
| 7 janvier   | René Ginet                   | zoologiste et spéléologue français.                                                                                      | 86       | (fr)             |
| 7 janvier   | Léo Grézard                  | Homme politique français.                                                                                                | 87       |                  |
| 7 janvier   | Vilard Normcharoen           | Footballeur thaïlandais.                                                                                                 | 51       | (th)             |
| 7 janvier   | Run Run Shaw                 | Producteur de cinéma et philanthrope centenaire hongkongais.                                                             | 106      |                  |
| 8 janvier   | Charles Casali               | Footballeur suisse. | 90       | (de)             |
| 8 janvier   | André Gernez                 | Médecin français et auteur essayiste.                                                                                    | 90       |                  |
| 8 janvier   | Jacques Lazarus              | Officier français et animateur de la Résistance juive en France et en Afrique du Nord durant la Seconde Guerre mondiale. | 97       |                  |
| 8 janvier   | Irma Heijting-Schuhmacher    | Nageuse néerlandaise, médaillée d'argent aux Jeux olympiques d'été de 1952 et de bronze à ceux de 1948.                  | 88       | (nl)             |
| 9 janvier   | Alantar                      | Peintre abstrait turc et français.                                                                                       | 81       | (tr)             |
| 9 janvier   | Amiri Baraka                 | Intellectuel afro-américain.                                                                                             | 79       | (en)             |
| 9 janvier   | Roy Campbell, Jr.            | Trompettiste américain.                                                                                                  | 61       | (en)             |
| 9 janvier   | Josep Maria Castellet        | Écrivain catalan et espagnol, critique littéraire et éditeur.                                                            | 87       | (es)             |
| 9 janvier   | Lorella De Luca              | Actrice italienne. | 73       | (it)             |
| 9 janvier   | Jean Fabre                   | Éditeur littéraire français.                                                                                             | 93       |                  |
| 9 janvier   | Claude Guillemot             | Réalisateur français. | 78       |                  |
| 9 janvier   | Dale Mortensen               | Économiste américain, colauréat du prix Nobel d'économie en 2010.                                                        | 74       | (en)             |
| 10 janvier  | Madeleine Malraux            | Pianiste-concertiste française.                                                                                          | 99       |                  |
| 10 janvier  | Zbigniew Messner             | Homme politique polonais, Premier ministre (1985-1988).                                                                  | 84       | (pl)             |
| 10 janvier  | Marc Yor                     | Mathématicien français.                                                                                                  | 64       |                  |
| 11 janvier  | Keiko Awaji                  | Actrice japonaise. | 80       | (en)             |
| 11 janvier  | Georges Bordat               | Entraîneur français de saut à ski.                                                                                       | 80       |                  |
| 11 janvier  | Arnoldo Foà                  | Acteur italien. | 97       | (it)             |
| 11 janvier  | Vugar Gashimov               | Joueur d'échecs azerbaïdjanais.                                                                                          | 27       | (ru)             |
| 11 janvier  | Volodymyr Raskatov           | Nageur soviétique, médaillé d'argent et de bronze aux Jeux olympiques d'été de 1976.                                     | 56       | (ru)             |
| 11 janvier  | Ariel Sharon                 | Militaire israélien, Premier ministre (2001-2006).                                                                       | 85       |                  |
| 12 janvier  | Alexandra Bastedo            | Actrice britannique. | 67       |                  |
| 12 janvier  | Francis Deniau               | Évêque catholique français, évêque de Nevers (1998-2011).                                                                | 77       |                  |
| 12 janvier  | William Howard Feindel       | Chercheur, médecin, neurologue et neurochirurgien canadien.                                                              | 95       | (en)             |
| 12 janvier  | John Horsley                 | Acteur britannique. | 93       | (en)             |
| 12 janvier  | Frank Marth                  | Acteur américain. | 91       | (en)             |
| 12 janvier  | Gyula Török                  | Boxeur hongrois, champion aux Jeux olympiques d'été de 1960.                                                             | 75       | (hu)             |
| 13 janvier  | Bobby Collins                | Footballeur écossais. | 82       | (en)             |
| 13 janvier  | Jean-François Fauchille      | Copilote français de rallye automobile.                                                                                  | 66       |                  |
| 13 janvier  | María Klonári                | Cinéaste grecque. | 65       | (el)             |
| 14 janvier  | Laurent Aké Assi             | Botaniste ivoirien. | 83       |                  |
| 14 janvier  | Jacques Arsac                | Informaticien français.                                                                                                  | 84       |                  |
| 14 janvier  | Pierre F. Brault             | Compositeur québécois.                                                                                                   | 74       |                  |
| 14 janvier  | Juan Gelman                  | Poète argentin. | 83       |                  |
| 14 janvier  | Ronny Jordan                 | Guitariste britannique.                                                                                                  | 51       |                  |
| 14 janvier  | Gustave Martelet             | Théologien jésuite français.                                                                                             | 98       |                  |
| 14 janvier  | Bernie Morelli               | Homme politique canadien, conseil municipal de Hamilton, Ontario (1991-2014).                                            | 70       | (en)             |
| 14 janvier  | Eric Paterson                | Joueur de hockey sur glace canadien, champion aux Jeux olympiques d'hiver de 1952.                                       | 84       | (en)             |
| 14 janvier  | Flavio Testi                 | Compositeur et musicologue italien                                                                                       | 91       | (it)             |
| 14 janvier  | Mae Young                    | Catcheuse américaine, membre du Temple de la renommée de la WWE.                                                         | 90       | (en)             |
| 15 janvier  | Curtis Bray (en)             | Joueur de football américain, puis entraîneur.                                                                           | 43       | (en)             |
| 15 janvier  | John Dobson                  | Astronome américain. | 98       | (en)             |
| 15 janvier  | Roger Lloyd Pack             | Acteur britannique. | 69       | (en)             |
| 15 janvier  | Tor Milde (en)               | Journaliste et écrivain norvégien.                                                                                       | 61       | (no)             |
| 16 janvier  | Abel Eyinga                  | Homme politique camerounais.                                                                                             | 79       |                  |
| 16 janvier  | Harvey Bernhard              | Producteur et acteur américain.                                                                                          | 89       |                  |
| 16 janvier  | Russell Johnson              | Acteur américain. | 89       | (en)             |
| 16 janvier  | Dave Madden                  | Acteur canadien. | 82       | (en)             |
| 16 janvier  | Hirō Onoda                   | Soldat japonais « caché ».                                                                                               | 91       |                  |
| 16 janvier  | Bence Rakaczki (es)          | Gardien de but hongrois.                                                                                                 | 20       | (hu)             |
| 16 janvier  | Pierre Ringenbach            | Homme politique français.                                                                                                | 83       |                  |
| 16 janvier  | José Sulaimán                | Boxeur mexicain. | 82       |                  |
| 17 janvier  | Holger Hansson               | Footballeur suédois, médaillé de bronze aux Jeux olympiques d'été de 1952.                                               | 86       |                  |
| 17 janvier  | Francine Lalonde             | Femme politique canadienne, québécoise.                                                                                  | 73       |                  |
| 17 janvier  | Sunanda Pushkar              | Femme d'affaires canadienne, né en Inde.                                                                                 | 51       | (en)             |
| 17 janvier  | Luis Tomasello               | Sculpteur argentin, né en Argentine.                                                                                     | 98       |                  |
| 18 janvier  | Komla Dumor                  | Journaliste britannique d'origine ghanéenne.                                                                             | 41       |                  |
| 18 janvier  | Fergie Frederiksen           | Rockeur américain. | 62       |                  |
| 18 janvier  | Bob ten Hoope                | Peintre, dessinateur et graveur néerlandais.                                                                             | 93       | (nl)             |
| 18 janvier  | Milan Kajkl                  | Hockeyeur sur glace tchécoslovaque, médaillé d'argent aux Jeux olympiques d'hiver de 1976.                               | 63       | (en)             |
| 19 janvier  | Pierre Charras               | Acteur et écrivain français.                                                                                             | 68       |                  |
| 19 janvier  | Christopher Chataway         | Athlète puis homme politique britannique.                                                                                | 82       | (en)             |
| 19 janvier  | Jean-Luc Desfoux             | Dirigeant français de basket-ball.                                                                                       | 57       |                  |
| 19 janvier  | Gérard Frémy                 | Pianiste français. | 78       |                  |
| 19 janvier  | Gordon Hessler               | Réalisateur américain.                                                                                                   | 83       | (en)             |
| 19 janvier  | Michał Joachimowski          | Athlète polonais. | 63       | (pl)             |
| 19 janvier  | Udo Kasemets                 | Compositeur canadien, né estonien.                                                                                       | 94       | (en)             |
| 19 janvier  | Tsutomu Kawabuchi            | Hockeyeur japonais, membre du temple de la renommée de l'IIHF.                                                           | 88       | (en)             |
| 19 janvier  | Michael Sporn                | Producteur, réalisateur et scénariste américain.                                                                         | 67       | (en)             |
| 19 janvier  | Stanley Jeyaraja Tambiah     | Anthropologue américain.                                                                                                 | 85       | (en)             |
| 19 janvier  | Bert Williams                | Footballeur anglais. | 93       | (en)             |
| 19 janvier  | Damien Yzerbyt               | Homme politique belge.                                                                                                   | 50       |                  |
| 20 janvier  | Claudio Abbado               | Chef d'orchestre italien.                                                                                                | 80       |                  |
| 20 janvier  | Ubaldo Continiello           | Compositeur italien. | 72       | (it)             |
| 20 janvier  | Bernard Fragneau             | Haut fonctionnaire français.                                                                                             | 62       |                  |
| 20 janvier  | George Scott (en)            | Catcheur canadien, né britannique.                                                                                       | 84       | (en)             |
| 21 janvier  | Michel Ardouin               | Bandit parisien. | 70       |                  |
| 21 janvier  | Tony Crook                   | Pilote automobile britannique.                                                                                           | 93       | (en)             |
| 21 janvier  | Riadh El Fahem               | Footballeur tunisien. | 54       |                  |
| 21 janvier  | Maurice Rollet               | Activiste et poète français.                                                                                             | 80       |                  |
| 21 janvier  | Georgi Slavkov               | Footballeur bulgare. | 55       |                  |
| 22 janvier  | Fred Bertelmann              | Chanteur de schlager allemand.                                                                                           | 88       | (de)             |
| 22 janvier  | François Deguelt             | Chanteur français. | 81       |                  |
| 22 janvier  | Robert Domergue              | Footballeur français. | 92       |                  |
| 22 janvier  | Pierre Jalbert (en)          | Acteur et skieur canadien, québécois.                                                                                    | 89       | (en)             |
| 22 janvier  | Carlo Mazzacurati            | Acteur, réalisateur et scénariste italien.                                                                               | 57       | (it)             |
| 22 janvier  | Maziar Partow                | Cinéaste iranien. | 81       | (en)             |
| 23 janvier  | Violetta Ferrari             | Actrice hongroise. | 83       | (hu)             |
| 23 janvier  | Franz Gabl                   | Skieur alpin autrichien, médaillé d'argent aux Jeux olympiques d'hiver de 1948.                                          | 93       | (en)             |
| 23 janvier  | Uros Marovic                 | Joueur de water-polo yougoslave, champion aux Jeux olympiques d'été de 1968.                                             | 67       | (sr)             |
| 23 janvier  | Lew Massey                   | Basketteur américain. | 57       | (en)             |
| 23 janvier  | Elmira Nazirova              | Pianiste azérie | 85       | (az)             |
| 23 janvier  | Riz Ortolani                 | Compositeur italien. | 87       | (it)             |
| 23 janvier  | Jan Pesman                   | Patineur de vitesse néerlandais, médaillé de bronze aux Jeux olympiques d'hiver de 1960.                                 | 82       | (nl)             |
| 23 janvier  | Alain Roullier               | Écrivain français. | 70       |                  |
| 23 janvier  | Béla Várady                  | Footballeur hongrois. | 60       | (hu)             |
| 24 janvier  | Shulamit Aloni               | Femme politique et militante de gauche israélienne.                                                                      | 85       | (he)             |
| 24 janvier  | Igor Badamtchine             | Fondeur soviétique puis russe.                                                                                           | 47       | (ru)             |
| 24 janvier  | Alan Bridges                 | Réalisateur britannique.                                                                                                 | 86       | (en)             |
| 24 janvier  | Abdelkader El Brazi          | Footballeur marocain. | 49       |                  |
| 24 janvier  | Aguinaldo Fonseca            | Poète cap-verdien. | 91       | (pt)             |
| 25 janvier  | Marcelino Bilbao Bilbao      | Militaire espagnol. | 94       | (es)             |
| 25 janvier  | Arthur Doyle                 | Saxophoniste et flûtiste américain de free jazz.                                                                         | 69       | (en)             |
| 25 janvier  | John Robertson (en)          | Journaliste canadien. | 79       | (en)             |
| 25 janvier  | Emanuel Saldaño              | Cycliste sur route argentin.                                                                                             | 28       | (en)             |
| 25 janvier  | Gyula Sax                    | Joueur d'échecs hongrois.                                                                                                | 62       | (hu)             |
| 26 janvier  | Gérald Antoine               | Grammairien français. | 98       |                  |
| 26 janvier  | Tom Gola                     | Basketteur américain. | 81       | (en)             |
| 26 janvier  | Lajos Németh                 | Footballeur et arbitre hongrois.                                                                                         | 69       | (hu)             |
| 26 janvier  | José Emilio Pacheco          | Écrivain, poète, essayiste, traducteur et scénariste mexicain.                                                           | 74       | (es)             |
| 27 janvier  | Ichirō Nagai                 | Seiyū japonais. | 82       | (en)             |
| 27 janvier  | Pete Seeger                  | Musicien américain, pionnier de la musique folk.                                                                         | 94       |                  |
| 27 janvier  | Lucienne Soubbotnik          | Résistante française. | 102      |                  |
| 27 janvier  | Raymond Weil                 | Horloger suisse. | 87       |                  |
| 28 janvier  | José Luis Bilbao             | Footballeur espagnol. | 92       | (es)             |
| 28 janvier  | John Bothwell (en)           | Auteur et évêque anglican canadien.                                                                                      | 87       | (en)             |
| 28 janvier  | Frédéric Bruly Bouabré       | Artiste ivoirien. | 91       | (en)             |
| 28 janvier  | John Cacavas                 | Compositeur américain.                                                                                                   | 83       | (en)             |
| 28 janvier  | Philippe Delaby              | Dessinateur belge. | 53       |                  |
| 28 janvier  | André Jacqmain               | Architecte belge. | 93       |                  |
| 28 janvier  | Dmitri Georges Lavroff       | Universitaire français.                                                                                                  | 79       |                  |
| 28 janvier  | Fernand Leduc                | Artiste peintre québécois.                                                                                               | 97       |                  |
| 28 janvier  | Georges Morand               | Essayiste, prêtre catholique et exorciste français.                                                                      | 84       |                  |
| 28 janvier  | Gudō Wafu Nishijima          | Bonze bouddhiste zen japonais.                                                                                           | 94       | (en)             |
| 28 janvier  | Blas Piñar                   | Homme politique espagnol.                                                                                                | 95       | (es)             |
| 28 janvier  | Renzo Zanazzi                | Coureur cycliste italien.                                                                                                | 89       | (it)             |
| 29 janvier  | François Cavanna             | Écrivain français, dessinateur humoristique et journaliste.                                                              | 90       |                  |
| 29 janvier  | John LaMotta                 | Acteur américain. | 75       | (en)             |
| 29 janvier  | Lars Andreas Larssen         | Acteur norvégien. | 78       | (no)             |
| 29 janvier  | Zoe MacKinnon (en)           | Joueuse canadienne de hockey sur gazon.                                                                                  | 55       | (en)             |
| 29 janvier  | Theodore Millon              | Psychologue américain.                                                                                                   | 85       | (en)             |
| 29 janvier  | Aïché Nana                   | Actrice et danseuse du ventre turque.                                                                                    | 78       |                  |
| 29 janvier  | Jack Stoddard (en)           | Joueur canadien de hockey sur glace.                                                                                     | 87       | (en)             |
| 30 janvier  | Jean Babilée                 | Danseur et chorégraphe français.                                                                                         | 90       |                  |
| 30 janvier  | Félix Grande                 | Poète espagnol. | 76       |                  |
| 30 janvier  | René Izaure                  | graveur, dessinateur, peintre français.                                                                                  | 84       |                  |
| 30 janvier  | Campbell Lane (en)           | Acteur canadien | 78       | (en)             |
| 30 janvier  | Cornelius Pasichny           | Hiérarque canadien, évêque catholique-ukrainien de Saskatoon (1996–1998) puis de Toronto (1998–2003).                    | 86       | (en)             |
| 30 janvier  | Arthur Rankin Jr.            | Producteur, réalisateur et scénariste américain.                                                                         | 89       | (en)             |
| 31 janvier  | Nina Andrycz                 | Actrice polonaise. | 101      | (en)             |
| 31 janvier  | Jaime Huélamo                | Coureur cycliste espagnol.                                                                                               | 65       | (es)             |
| 31 janvier  | Abdirizak Haji Hussein       | Homme politique somalien, Premier ministre (1964-1967).                                                                  | 89       | (en)             |
| 31 janvier  | Miklós Jancsó                | Réalisateur hongrois. | 92       |                  |
| 31 janvier  | Christopher Jones            | Acteur américain. | 72       | (en)             |